# Bogdany (Barczewo)
Bogdany (deutsch Bogdainen) ist ein Ort in der polnischen Woiwodschaft Ermland-Masuren. Er gehört zur Gmina Barczewo (Stadt-und-Land-Gemeinde Wartenburg in Ostpreußen) im Powiat Olsztyński (Kreis Allenstein).

## Geographische Lage
Bogdany liegt am Bogdainer See (polnisch Jezioro Bogdańskie) im Westen der Woiwodschaft Ermland-Masuren, elf Kilometer östlich der Stadt Olsztyn (deutsch Allenstein). Auf der Westseite des Dorfes befindet sich der Elisabeth-Kanal (polnisch Kanał Elżbiety)
|  |

## Geschichte

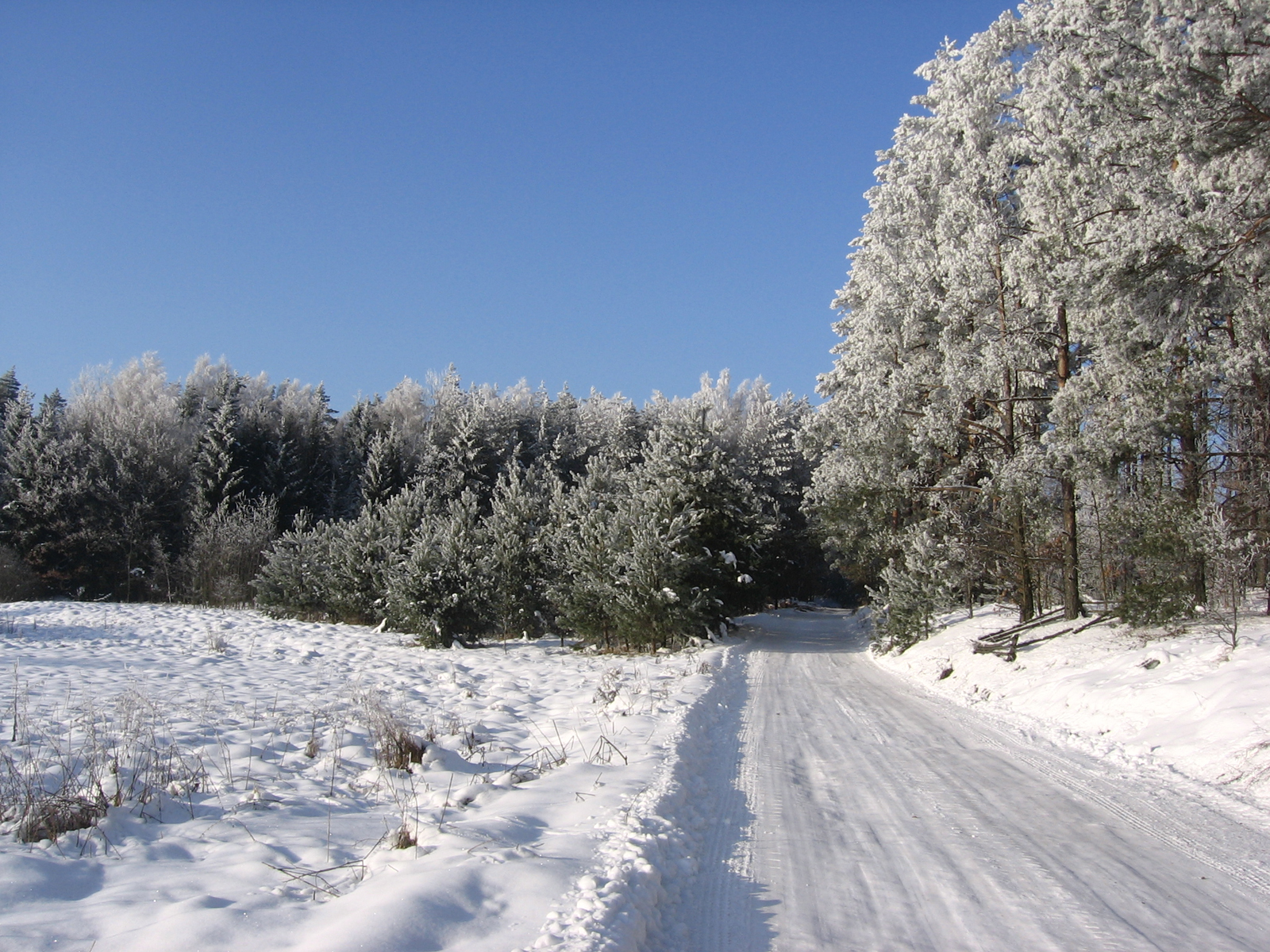
Bogdany im Winter

Das damalige Bogdaynen wurde gegen Ende des 15. Jahrhunderts gegründet und bestand aus ein paar kleinen Höfen und Gehöften: um 1485 kauf Paul Bogdan das Gut Skaibotten und ließ sich 1494 seinen Besitz amtlich bestätigen. 1772 zählte das kleine Dorf 34 Einwohner, 1785 hat es sechs Feuerstellen und 1820 acht Feuerstellen bei 39 Einwohnern.
Am 13. November 1845 wurde der Kanal von Bogdainen zum Umling-See (polnisch Jezioro Umląg) eingeweiht und ihm der Name „Elisabeth-Kanal“ (heute polnisch Kanał Elżbiety) zugeteilt.
Im Jahre 1874 wurde das – bei der letzten Volkszählung mit zehn Wohngebäuden bei 82 Einwohnern benannte – Dorf Bogdainen in den neu errichteten Amtsbezirk Lengainen (polnisch Łęgajny) im ostpreußischen Kreis Allenstein aufgenommen.
Im Jahre 1910 belief sich die Zahl der Einwohner Bogdainens mit dem Wohnplatz Klein Sapuhnen (polnisch Sapunki) auf 106, 1933 auf 92 und 1939 auf 67.
In Kriegsfolge wurde 1945 das gesamte südliche Ostpreußen an Polen abgetreten. Bogdainen erhielt die polnische Namensform „Bogdany“ und ist heute Sitz eines Sołectwo (= „Schulzenamt“) im Verbund der Stadt-und-Land-Gemeinde Barczewo (Wartenburg i. Ostpr.) im Powiat Olsztyński (Kreis Allenstein), zwischen 1975 und 1998 der Woiwodschaft Olsztyn, seither der Woiwodschaft Ermland-Masuren zugehörig. Im Jahre 2011 zählte Bogdany 64 Einwohner.

## Kirche

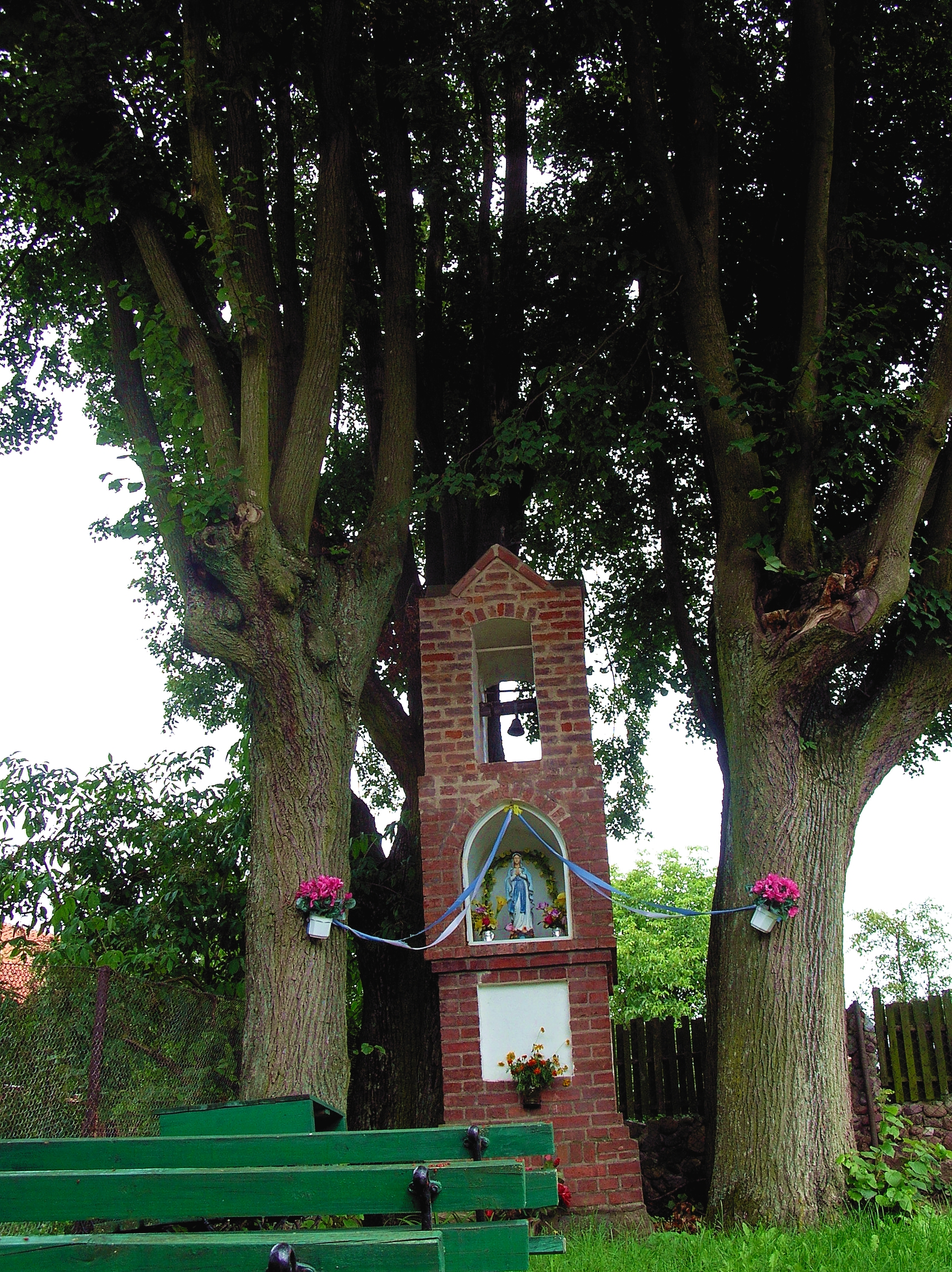
Bildstock in Bogdany

Bis 1945 war Bogdainen in die evangelische Kirche Allenstein in der Kirchenprovinz Ostpreußen der Kirche der Altpreußischen Union, außerdem in die römisch-katholische Kirche Groß Kleeberg (polnisch Klebark Wielki) eingepfarrt.
Heute gehört Bogdany katholischerseits zur Pfarrei in Łęgajny (Lengainen) im Erzbistum Ermland, evangelischerseits weiterhin zur jetzt  Christus-Erlöser-Kirche genannten Kirche in Olsztyn (Allenstein), jetzt der Diözese Masuren der Evangelisch-Augsburgischen Kirche in Polen.

## Verkehr
Bogdany liegt an einer Nebenstraße, die von der polnischen – und jetzt im Umbau zur Schnellstraße S 16 begriffenen – Landesstraße 16 (frühere deutsche Reichsstraße 127) bei Wójtowo (Fittigsdorf) abzweigt und bis nach Sapuny (Sapuhnen) führt. Eine Bahnanbindung besteht nicht.